# A Knight of the Seven Kingdoms
A Knight of the Seven Kingdoms är en amerikansk action- och dramaserie som har premiär på Max under 2025. Den första säsongen består av sex avsnitt. Serien är skapad av George R.R. Martin, och är en prequel till Game of Thrones som är baserad på romanen Dunk & Egg.

## Handling
Serien utspelar sig cirka 100 år innan händelserna i Game of Thrones och kretsar kring riddaren Duncan och hans unge väpnare Egg och deras äventyr runtom i Westeros.

## Rollista (i urval)
- Peter Claffey – Dunk / Ser Duncan the Tall
- Dexter Sol Ansell – Egg / Prince Aegon Targaryen
- Finn Bennett – Prince Aerion Targaryen
- Bertie Carvel – Prince Baelor Targaryen
- Tanzyn Crawford – Tanselle
- Daniel Ings – Ser Lyonel Baratheon
- Sam Spruell – Prince Maekar Targaryen
- Edward Ashley – Ser Steffon Fossoway
- Henry Ashton – Daeron Targaryen, Egg and Aerion's older brother.
- Youssef Kerkour as Steely Pate, a blacksmith hailing from the Reach.
- Daniel Monks – Ser Manfred Dondarrion
- Tom Vaughan-Lawlor – Plummer